# Zhonglu (socken i Kina, Sichuan)
Zhonglu (kinesiska: 中路乡, 中路) är en socken i Kina. Den ligger i provinsen Sichuan, i den sydvästra delen av landet, omkring 210 kilometer väster om provinshuvudstaden Chengdu. Antalet invånare är 2 694. Befolkningen består av 1 373 kvinnor och 1 321 män. Barn under 15 år utgör 19,0 %, vuxna 15-64 år 71 %, och äldre över 65 år 9,0 %.
Genomsnittlig årsnederbörd är 1 148 millimeter. Den regnigaste månaden är juni, med i genomsnitt 236 mm nederbörd, och den torraste är december, med 6 mm nederbörd.